# Au cimetière
Au cimetière est une nouvelle d'Anton Tchekhov, parue en 1884.

## Historique
Au cimetière est initialement publié dans la revue russe Les Éclats, no 40, du 6 octobre 1884, signée Antocha Tchékhonté.

## Résumé
Un groupe d’hommes fait des commentaires dans les allées d’un cimetière sur les personnes enterrés : tel homme qui menait une vie saine a reçu un coup qui l'a tué, tel autre est actuellement mangé par les vers.
Un homme à l’allure misérable les aborde et demande la tombe de l’acteur Mouchkine, on l’y accompagne. L’homme raconte comment ce Mouchkine l’a attiré par son art hors de la maison paternelle, lui a promis beaucoup et qu'il n’en a reçu que des larmes et du chagrin.
Au seuil de la mort, il est venu lui dire adieu : « Il faut pardonner à ses ennemis ».

## Édition française
- Au cimetière, traduit par Madeleine Durand et André Radiguet (révisé par Lily Denis), in Œuvres I, Paris, Éditions Gallimard, coll. « Bibliothèque de la Pléiade » no 197, 1968  (ISBN 978-2-07-0105-49-6).